# SAS-Pavillon

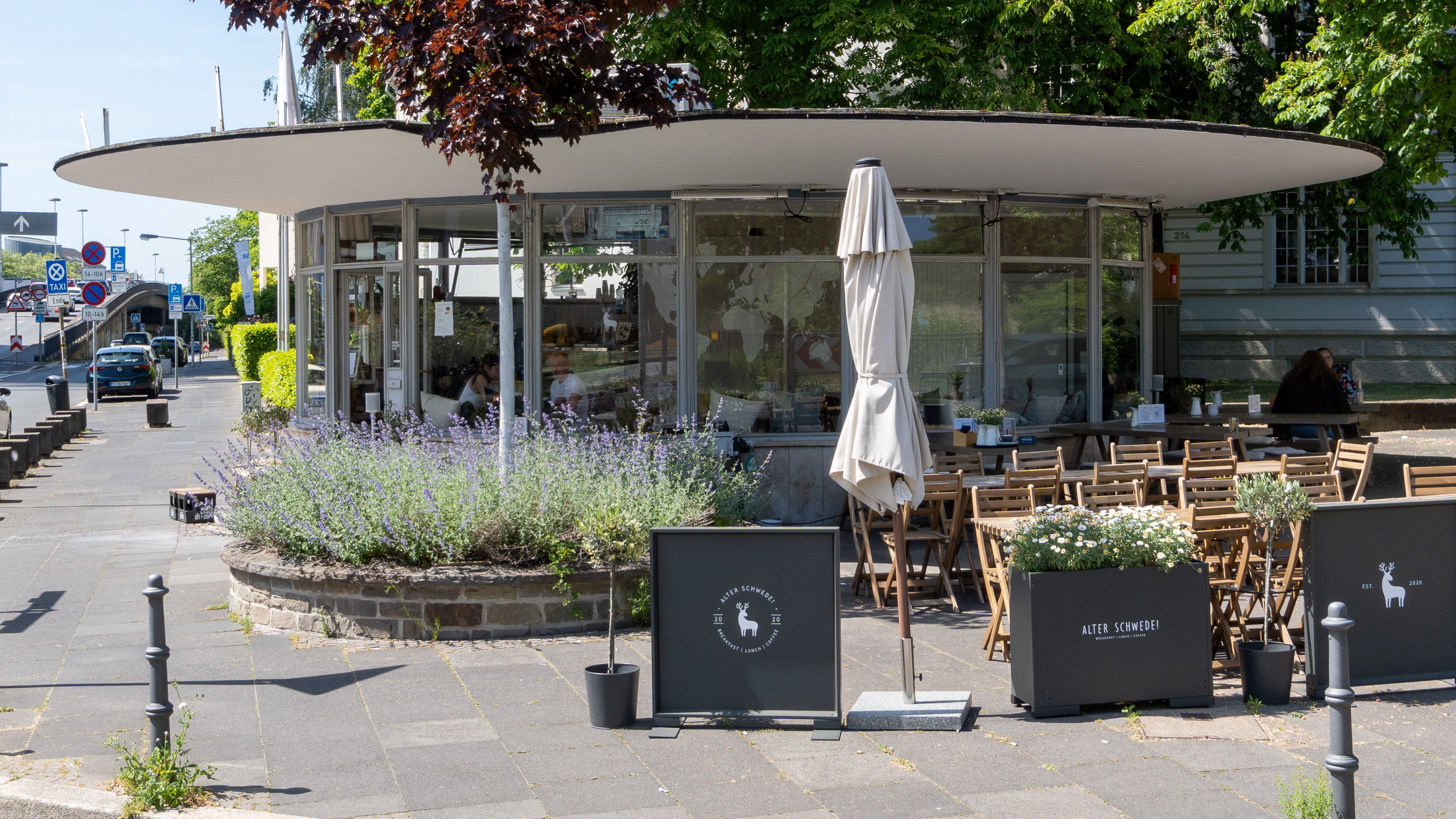
SAS-Pavillon (2022)

Der SAS-Pavillon ist ein kleiner Rundbau am Bonner Bundeskanzlerplatz, der 1952/53 errichtet und früher als Flugagentur der Scandinavian Airlines System (SAS) genutzt wurde. Er steht als Baudenkmal unter Denkmalschutz.

## Lage
Der Pavillon liegt im Ortsteil Gronau auf einem zum Platz erweiterten Bürgersteig an der Nordseite des Bundeskanzlerplatzes, der Kreuzung von Adenauerallee (Bundesstraße 9) und Reuterstraße, mit der Adresse Adenauerallee 216/Bundeskanzlerplatz 1.

## Geschichte
Mit der Bestimmung Bonns zur Bundeshauptstadt 1949 wurde aus der Koblenzer Straße (heute Adenauerallee), damals eine ländliche Ausfallstraße zwischen Bonn und Bad Godesberg, die Hauptverkehrsader des neuen Parlaments- und Regierungsviertels. Am Kreuzungspunkt von Koblenzer Straße und Reuterstraße befanden sich die Haltestellen Palais Schaumburg der Straßenbahn Bonn–Godesberg–Mehlem und der Oberleitungsbuslinie Lengsdorf–Bahnhof-Gronau. Genau an dieser Stelle ließ die Stadt 1952/53 nach Plänen des Bonner Architekten Wilhelm Denninger zur Verbesserung der Infrastruktur für Fahrgäste, Abgeordnete und Ministerialbeamte einen Kiosk errichten.
Bereits kurz nach Fertigstellung wurde der Pavillon von der skandinavischen Fluggesellschaft Scandinavian Airlines System (SAS) übernommen, die dort eine Flugagentur eröffnete und dem Gebäude seinen heutigen Namen verlieh. Die SAS hatte der Stadt Bonn als Vermieterin bessere Konditionen offeriert. Die Funktion des vormaligen Kiosks für das Parlaments- und Regierungsviertel übernahm 1957 das ebenso denkmalgeschützte, ovale Bundesbüdchen vor dem Bundesratsgebäude. Die SAS flog damals konkurrenzlos schnell mit ihren Douglas DC-6-Propellermaschinen über den Nordpol nach Nordamerika. Kunden der Niederlassung waren daher insbesondere Politiker und Mitarbeiter der am Regierungssitz Bonn ansässigen diplomatischen Vertretungen. Konkurrenz erhielt die SAS Ende der 1950er-Jahre durch die Lufthansa, die damals ihre Linienflüge nach New York wiederaufnahm.
Mit Auslaufen des Mietvertrages Ende der 1960er-Jahre – zu dieser Zeit wurde am Bundeskanzlerplatz auch das Bonn-Center mit einem Steigenberger-Hotel eröffnet – übernahm die Autoverleih-Firma HERTZ den Pavillon, in dem sie ihr Büro und eine Wartehalle einrichtete. Seit 2020 befindet sich in dem Pavillon das Café Alter Schwede!. Die Eintragung des Gebäudes in die Denkmalliste der Stadt Bonn erfolgte am 30. Januar 2006.

„Der winzige Pavillon (…) ist ein bauhistorisches Kuriosum.“

„Als weitgehend original erhaltener Pavillon an exponierter Stelle kommt dem Objekt besondere gattungsgeschichtliche und städtebauliche Bedeutung zu.“

## Gebäude
Der Architekt konzipierte einen ca. 70 m² großen, eingeschossigen Rundpavillon – mit Verkaufs- und Nebenflächen –, basierend auf der geometrischen Grundform eines regelmäßigen Polygons in 15-Grad-Teilung, bei einer Fassaden-Kantenlänge von 1,25 mit 24 Elementen. Konstruktiv ist es ein „Pilzbau“, d. h. auf einem runden Stahlbetonkern im inneren Zentrum ist eine Spannbetonplatte – frei auskragend – als Flachdachscheibe eingespannt. Die Glaselemente verbinden verkaufsseits den ca. 50 cm hohen Sockel rückseits die ca. 1,80 m hohen Wand mit der Flachdachunterkante, was den Effekt der schwebenden Platte durch die Rundumverglasung noch verstärkt. Dem Zeitgeist der 1950er-Jahre entsprechend – in denen die Nierenform ein vorherrschendes Designmerkmal war („Nierentischzeitalter“) – wurde die große Kreisform eingebeult und die Dachkante exzentrisch verschoben und ausgeschnitten, um so in der Aussparung einen vorhandenen alten Ahornbaum (2017 gefällt) weiter durchwachsen zu lassen. Heute hält man diesen formalen Trick für ein Kuriosum der frühen Öko-Bewegung.